# Бројаница (биљка)
Бројаница, син. Senecio rowleyanus, је цветна биљка из породице тратинчица главочике. То је пузава, вишегодишња, сочна лоза која потиче из провинција Кејп у Јужној Африци.  У свом природном окружењу њене стабљике се крећу по тлу, укорењујући се тамо где се додирују и формирају густе простирке. Често избегава директну сунчеву светлост тако што расте у сенци других биљака и стена. Обично је позната као низ бисера или низ перли.
„Низ перли“ и неколико других уобичајених назива деле се са Curio herreanus (низ лубеница), који има листове у облику сузе, а не сферичне.

## Таксономија
Ова биљка је добила име по британском ботаничару Гордону Дагласу Роулију који се специјализовао за кактусе и сукуленте.
Према међународном индексу биљних имена, тренутно прихваћено име Curio rowleyanus првобитно је 1999. објавио Пол В. Хит у Калику. Sutton under Whitestone Cliffe 6(2): 55 (као Curio roeleanus). Ранији називи, који се сада сматрају синонимима, су Kleinia rowleyana (Џејкобсен) Г.Кункел, Гартенпракис, 14(1): 52 (1988) и Senecio rowleyanus Х.Џејкобсен, National Cact. Succ. J., 23(2): 30 (1968).

## Опис
Curio rowleyanus је добила своје уобичајено име по специјализованим листовима који су величине и облика ситног грашка (око 6 милиметара у пречнику). Његове пратеће стабљике могу нарасти 60-90 центиметара. Постоји мали врх на дисталној тачки сваког листа и танка трака тамнозеленог ткива са стране позната као "прозор". Цвета током лета и, као и све астериде, има сложен цвет. Цвет у облику трубе формира гроздове око 13 милиметара у пречнику) малих белих цветова са шареним прашницима. Цвет ће трајати око месец дана и мирише на цимет и друге зачине.

### Морфологија листа
Необичан облик листова је прилагођавање сушном окружењу и омогућава складиштење воде док се минимална површина по запремини излаже сувом пустињском ваздуху. Ово у великој мери смањује губитак воде услед испаравања у односу на типичне дорси-вентрално спљоштене листове већине скривеносеменица. Иако његова сферна морфологија листова доприноси минимизирању губитка воде, она такође драматично смањује површину која је доступна за апсорпцију светлости и фотосинтезу.
Адаптација која може помоћи да се компензује ово смањење пресретања светлости је уска, прозирна трака ткива у облику полумесеца на адаксијалној страни ламине. Ова специјализована структура је позната као „ епидермални прозор “ и омогућава светлости да уђе и озрачи унутрашњост листа, ефективно повећавајући површину лисног ткива доступног за фотосинтезу. Ово је особина која се дели са Curio radicans (низ банана), блиским рођаком Curio rowleyanus. Слична морфологија је примећена код врста из рода Fenestraria, као и код врста Haworthia cooperi и Frithia pulchra, које расту под земљом и излажу само врхове листова да апсорбују светлосно зрачење.

## Култивација
Curio rowleyanus се обично узгаја као украсна биљка. Обично се приказује у висећим корпама са листовима каскадно преко ивице контејнера. Може се узгајати у затвореном или на отвореном (изнад температуре смрзавања) и сматра се да се не одржава.
Као и већина сукулената, захтева веома ретко заливање (отприлике једном месечно), неколико сати директне сунчеве светлости и на њега не утиче влажност. Добра дренажа земљишта је неопходна да би се спречило труљење корена, па се препоручује песковито земљиште. Ова биљка се може лако размножавати одсецањем или одстрањивањем 10 центиметара здравог врха стабљике и лаганим покривањем влажном мешавином за саксије. Корени ће се брзо развити са места где су листови причвршћени за стабљику.

## Токсичност
Вегетација C. rowleyanus је донекле отровна и не треба је конзумирати. Код људи, низ бисера је оцењен као токсичност класе 2 и 4 на Универзитету Калифорније. Класа 2 је дефинисана малом токсичношћу; гутање низа бисера може изазвати мања обољења као што су повраћање или пролив. Класа 4 је дефинисана екцемом ; контакт са соком биљке може изазвати иритацију коже или осип. Исто тако, ако га конзумирају животиње, може изазвати повраћање, пролив, слињење, иритацију коже или летаргију.